# N76 (België)
De N76 is een gewestweg in de Belgische provincie Limburg. De ongeveer 58 kilometer lange route verbindt Borgloon (N79a) met Hamont (N71). Tussen de op- en afritten van de E313/A13 in Diepenbeek en het industrieterrein van Opglabbeek heeft de N76 hoofdzakelijk 2x2 rijstroken.

## Belangrijke bruggen
Van zuid naar noord:
- brug over het Albertkanaal in Genk-Zuid
- ophaalbrug over de Zuid-Willemsvaart bij de sluis van Lozen

## Plaatsen langs de N76
- Borgloon
- Kerniel
- Vrolingen
- Kortessem
- Diepenbeek (verbinding met E313)
- Rozendaal
- Genk (verbinding met E314)
- Opglabbeek
- Plokrooi
- Meeuwen
- Wijshagen
- Bree
- Gerdingen
- Beek
- Bocholt
- Lozen
- Hamont

## Aftakkingen

### N76a
De N76a is een 2 kilometer lange route door de plaats Kerniel heen. De route gaat over de Heuvelstraat en Oorsprongstraat.

### N76b
De N76b zijn twee verschillende verbindingswegen van de N76. De oudste van de twee ligt tussen Kortessem en Diepenbeek, terwijl die nieuwste bij Meeuwen ligt.
Het is ongebruikelijk dat twee verschillende wegen hetzelfde nummer krijgen.

#### Kortessem/Diepenbeek
De N76b is een 2 kilometer lange weg welke parallel ligt aan de N76 tussen Kortessem en Diepenbeek. De route gaat via de Bombroekstraat en Vroeg-Opstraat.

#### Meeuwen
De N76b in Meeuwen is een 3,4 kilometer lange route. De route is de voormalige N76 welke nu om Meeuwen ligt. De bedoeling was dat de huidige N76 een deel van de nieuwe ringweg om Meeuwen zou vormen.

### N76c
De N76c is een weg in het plaatsje Krijt nabij Diepenbeek. De 800 meter lange route gaat over de Crijtstraat en heeft geen aansluiting met de N76.

### N76d
De N76d is een 3,8 kilometer lange verbindingsweg in Diepenbeek. De route gaat dwars door Diepenbeek heen en kruist onderweg daarbij de N2 en met een overweg de spoorlijn 34 bij station Diepenbeek. De N76 zelf ligt meer aan de rand van Diepenbeek.

### N76e
De N76e is een 1 kilometer lange route in Genk. De route begint op de N76 en gaat over de Bosdel om vervolgens weer op de N76 uit te komen.

### N76f
De N76f is een 2,5 kilometer lange verbindingsweg in Genk. De route verbindt de N76 met de N76g en N75a. De route gaat over de Meeënweg en Rozenkranslaan. De N76f gaat op de Meeënweg onder de spoorlijnen 21C en 230 door.

### N76g
De N76g is een verbindingsweg tussen de N76f en N75a in Genk. De 200 meter lange route gaat over de Gildelaan.

### N76h
De N76h is een route door de plaats Bocholt. De route heeft een lengte van ongeveer 2,9 kilometer en gaat over de Breeërweg, Dorpsstraat, Brugstraat en Sportlaan. Behalve het gedeelte over de Sportlaan vormt de N76h samen met de N76i de oude route van de N76.

### N76i
De N76i is een 1,1 kilometer lange aftakking van de N76 nabij Bocholt. De N76i vormde samen de N76h (deels) de oude route van de N76. De N76i gaat over de Hamonterweg.

### N76j
De N76j is een aftakking van de N76 in Bree. De 800 meter lange route vormt een deel van de oude route van N76. De N73a, R73 en de N731 vormen de rest van de oude N76. De N76j gaat over de Meeuwerkiezel en Cobbestraat.

### N76k
De N76k is een verbindingsweg in Borgloon. De 850 meter lange route verbindt de N76 met de N754 (België)#N754a welke op zijn beurt weer de N754 verbindt.
De N76k gaat over de Guldenbodemlaan.